# 克里斯蒂娜·米斯兰
克里斯蒂娜·米斯兰（法語：Christine Musselin，法語發音：[kʁistin myslɛ̃]；1958年2月10日—）出生於法國法蘭西島大區馬恩河谷省的豐特奈蘇布瓦，是一位社會學家。

## 生平
克里斯蒂娜·米斯兰首先就讀於ESCP歐洲高等商學院，於1980年畢業後攻讀巴黎政治學院，1982年獲得高等深入研究文憑（DEA），1987年在米歇爾·克羅澤教授指導下完成論文。
2007年-2013年，她領導組織社會學中心擔任主任一職，這是一個由巴黎政治學院和法國國家科學研究中心轄下的聯合社會學研究機關，任職期間的2012年，克里斯蒂娜·米斯兰曾經想要競選巴黎政治學院的院長一職，公開競選的結果輸給弗雷德里克·米翁，雖然沒有成為院長，但是也受聘為研究副校長。

## 教職生涯
- 1983-1986年：高等經濟商業學院
- 1988-1990年：國立橋路學校
- 1990年-迄今：巴黎政治學院教授兼兼研究部主任[4]

## 著作
- 1989年：與埃哈德·弗里德贝格合著《En quête d'universités, Paris》
- 1993年：與埃哈德·弗里德贝格合著《L’État face aux universités》
- 2001年：《La longue marche des universités françaises》
- 2005年：《Le marché des universitaires : France, Allemagne, États-Unis》[5]
- 2017年：《La grande course des universités》

## 受獎
- 2020年：法國國家功績勳章